# 森の水車 (アイレンベルク)
森の水車（もりのすいしゃ、Die Mühle im Schwarzwald）作品52は、ドイツの作曲家 リヒャルト・アイレンベルクのサロン音楽及び娯楽音楽である。原題は「シュヴァルツヴァルト(黒い森)の水車」。

## 概要

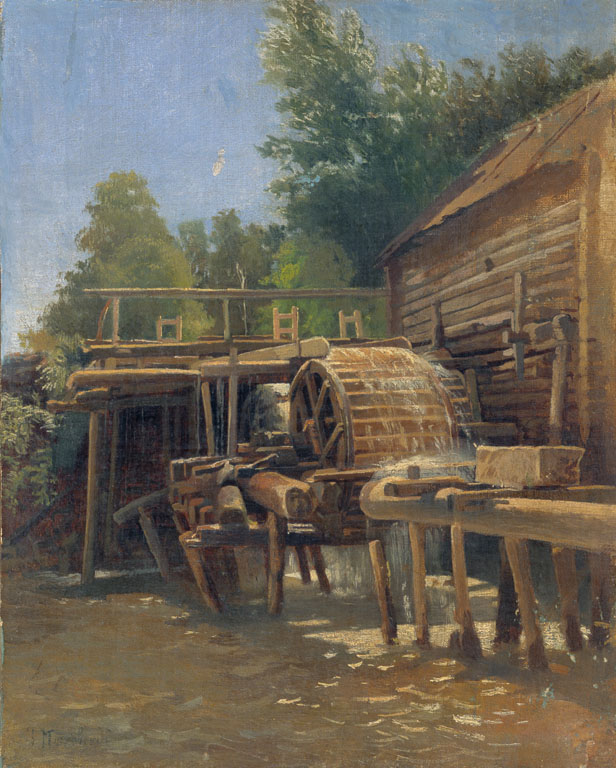
森の中の水車が描かれた絵画、ニコライ・マコフスキー画。

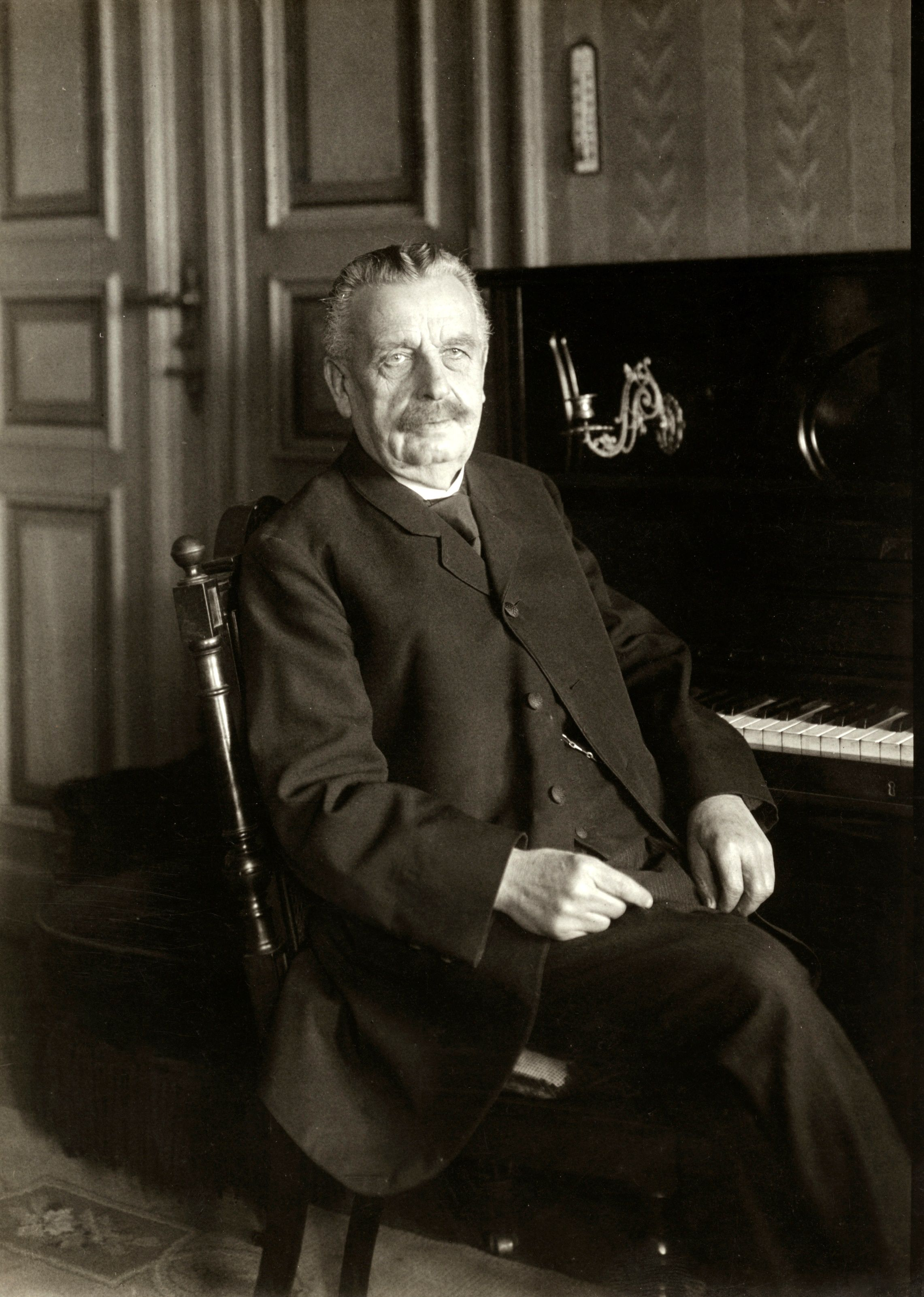
ピアノの前にいるアイレンベルク。この作品は元々ピアノ曲であった。

アイレンベルクの代表作であり、海外のみならず、日本でもしばしば演奏される人気の曲である。原曲はピアノ・ソロによる演奏で、本人自身により現在のバージョンである管弦楽に編曲された。
ドイツには、「黒い森」を意味するシュヴァルツヴァルトという山地が広がっており、本作はこの山地にある水車を描いたものと思われる。
原題の「黒い森の水車」があまり使われない理由は、題名的に何かダークなイメージを想像させるからであろう。
作曲者アイレンベルクは、主に舞曲や行進曲の作曲家であり、管弦楽のほかに吹奏楽や軍楽も手懸けた。彼は1848年1月13日にメルゼブルクで生まれ、1927年12月6日にベルリンで亡くなった。ベルリン郊外ポツダム近郊のシュターンスドルフにある墓地に埋葬されている。

## 関連作品
- ペテルブルグ橇の旅 "Petersburger Schlittenfahrt" 作品57